# عمر لطفي
عمر لطفي (مواليد 8 نوفمبر 1983) ممثل مغربي، شارك في عدة أعمال سينمائية وتلفزية، وعرف بدوره في فيلم كازانيكرا.

## أعمال

### سينما
- 2007: واش عقلت على عادل
- 2008: كازانيكرا
- 2007: Women Without Men (نساء بدون رجال)
- 2010: الجن
- 2010: أيام الوهم
- 2010: عاشقة من الريف
- 2011: جناح الهوى
- 2011: عين النساء
- 2011: المغضوب عليهم
- 2011: الطفل الشيخ
- 2012: غضب
- 2012: كان يا مكان
- 2013: يوم وليلة
- 2013: ساجا، الرجال الذين لا يعودون أبدا
- 2014: عيد الميلاد
- 2015: عاشورة
- 2015: إحباط
- 2019: التوفري
- 2024: البطل

### تلفزيون
- 2013: بوغابة
- 2009: البيضاويين
- 2011: ساعة في الجحيم
- 2013: الطريق
- 2015: حميمو
- 2016: أحلام
- 2016: لبس قدك
- 2016: 360 درجة
- 2017: 12 ساعة
- 2018: صرخة من عالم آخر
- 2018: الكمبارس
- 2019: الدار المشروكة

2024 البطل

### مسلسلات
- 2008: القضية
- 2008: المجدوب
- 2008: ساعة في الجحيم
- 2009: العساس
- 2009: زورز
- 2009: حراز أيامي
- 2012: أحلام نسيم
- 2014: زين البيار
- 2015 : مرحبا بصحابي (الجزء 1)
- 2016 : سر المرجان (الجزء 1)
- 2016: مرحبا بصاحبي (الجزء 2)
- 2017: سر المرجان (الجزء 2)
- 2018: عين الحق
- 2019: الماضي لا يموت
- 2019: قصر الباشا
- 2019: ولاد المختار
- 2020: زهر الباتول
- 2020: سلمات أبو البنات
- 2021: أحلام سيتي
- 2021: شاهد قبل الحذف
- 2021: سلمات أبو البنات-الجزء الثاني

## روابط خارجية
- عمر لطفي على موقع IMDb (الإنجليزية)
- عمر لطفي على موقع قاعدة بيانات الأفلام العربية
- عمر لطفي على موقع ألو سيني (الفرنسية)
- عمر لطفي على موقع قاعدة بيانات الفيلم (الإنجليزية)
- عمر لطفي على موقع كينوبويسك (الروسية)